# Alsophylax
Alsophylax es un género de geckos de la familia Gekkonidae.
Su nombre proviene del griego αλσος, madera y ψυλαξ , tutor o "guardián de los bosques" (en referencia a sus costumbres arbóreas ). La longitud  de estos geckos es normalmente de no más de 4 cm de longitud. Poco se sabe de su ecología o los hábitos de reproducción.[cita requerida]

## Especies
Se reconocen las siguientes ocho especies:
- Alsophylax emilia Nazarov, Abduraupov, Shepelya, Gritsina, Melnikov, Buehler, Lapin, Poyarkov & Grismer, 2023.[3]
- Alsophylax ferganensis Nazarov, Abduraupov, Shepelya, Gritsina, Melnikov, Buehler, Lapin, Poyarkov & Grismer, 2023.[3]
- Alsophylax laevis Nikolsky, 1907.
- Alsophylax loricatus Strauch, 1887.
- Alsophylax pipiens (Pallas, 1827).
- Alsophylax przewalskii Strauch, 1887.
- Alsophylax szczerbaki Golubev & Sattarov, 1979.
- Alsophylax tadjikiensis Golubev, 1979.